# Lasiopa tsacasi
Lasiopa tsacasi är en tvåvingeart som beskrevs av Dusek och Rozkosny 1970. Lasiopa tsacasi ingår i släktet Lasiopa och familjen vapenflugor. Inga underarter finns listade i Catalogue of Life.